# (32040) 2000 JH26
2000 جاي إتش 26 (ويعرف أيضًا باسم (32040) 2000 جاي إتش 26 وفق تسمية الكوكب الصغير) (بالإنجليزية: 2000 JH26)‏؛ هو كويكب ضمن حزام الكويكبات.
اكتُشف هذا الجُرم الفلكي بواسطة بحث لنكولن عن الكويكبات القريبة من الأرض في 7 مايو 2000، وترتيبه 32040 من حيث الاكتشاف.

## الوصف
اكتُشف 320402000JH في 7 مايو 2000 في مرصد ماغدالينا ريدج، الواقع في مقاطعة سوكورو، نيومكسيكو في الولايات المتحدة، بواسطة مشروع بحث لنكولن عن الكويكبات القريبة من الأرض (بالإنجليزية: Lincoln Near-Earth Asteroid Research)‏ LINEAR. وقد رصد المشروع 1,263 مشاهدة للكويكب إلى غاية 9 يوليو 2021 بتوقيت منطقة المحيط الهادئ، أي في مدة قدرها 10,659 يومًا (29.2 عام). تستغرق الفترة المدارية للكويكب 1,330 يومًا (3.6 عام).

## الخصائص المدارية
يتميز مدار هذا الكويكب بنصف محور رئيسي يبلغ 2.37 وحدة فلكية، وحضيض قدره 1.71 وحدة فلكية، وانحراف قدره 0.276 وزاوية ميلان 4.72 درجة بالنسبة لمسار الشمس. بسبب هذه الخصائص، أي نصف المحور الرئيسي بين 2 و3.2 وحدة فلكية وحضيض أكبر من 1,666 وحدة فلكية، يُصنف هذا الجُرم الفلكي وفقًا لقاعدة بيانات مختبر الدفع النفاث لأجرام النظام الشمسي الصغيرة كائنًا من حزام الكويكبات الرئيسي.

## الخصائص الفيزيائية
يُقدر القدر المطلق (H) لـ320402000JH بـ15.22 ووضاءته بـ0.332، مما يمكِّن تقدير قطره بـ 2.104كم. استُخلصت هذه النتائج بفضل ملاحظات مستكشف الأشعة تحت الحمراء عريض المجال (WISE)، وهو مرصد فضائي أمريكي وُضع في المدار في عام 2009 ويراقب السماء بأكملها بالأشعة تحت الحمراء، في عام 2011، نُشرت النتائج الأولى المتعلقة بالكويكبات من الحزام الرئيسي.

## وصلات خارجية
- (32040) 2000 JH26 في قاعدة بيانات مختبر الدفع النفاث لأجرام النظام الشمسي الصغيرة

- الاكتشاف · مخطط المدار ·  العناصر المدارية · المعلمات المادية

- (32040) 2000 JH26 على موقع ويكي سكاي: DSS2, SDSS, GALEX, IRAS, Hydrogen α, X-Ray, Astrophoto, Sky Map, Articles and images